# Nicolás Maduro
 Nicolás Maduro Moros (* 23. listopadu 1962 Caracas) je venezuelský politik, který se 8. března 2013 po smrti prezidenta Cháveze stal prozatímním a posléze řádně zvoleným prezidentem.

## Život
Původně pracoval jako řidič autobusu, poté se stal odborovým předákem. V politice je od roku 1999 – nejdříve jako poslanec, pak předseda parlamentu, ministr zahraničních věcí a nakonec jako viceprezident.
Někdejší viceprezident složil přísahu na mimořádném zasedání Národního shromáždění v Caracasu; opozice však schůzi bojkotovala. Prezidentem se stal na základě faktu, že zesnulý Hugo Chávez nepřísahal k 4. prezidentskému období, a proto z právního hlediska byla doba jeho smrti považována stále za 3. prezidentské období. V případě, že prezident zemře, nebo odstoupí během posledních dvou let svého mandátu, pozici prezidenta přejímá viceprezident, a to do svolání legitimních voleb. Po složení prezidentské přísahy oznámil, že požádal o okamžité vyhlášení prezidentských voleb. Ty se podle ústavy mají uskutečnit do 30 dnů po prezidentově smrti.

## Prezident Venezuely

### První prezidentský mandát
Maduro kandidoval v následných prezidentských volbách, konaných 14. dubna 2013. Socialisté chtěli využít odkazu masově oblíbeného Cháveze, který Madura v posledním veřejném vystoupení označil za svého nástupce. Na jeho stranu se navíc po Chávezově smrti postavila armáda, které ústava zakazuje hrát jakoukoli roli v politice. Maduro nakonec vyhrál velice těsně, získal 50,66 %. Jeho protivník Henrique Capriles Radonski výsledky prohlásil za zfalšované.
Od března 2017 čelil Maduro masovým demonstracím, stále však měl podporu armády. Protesty si vyžádaly několik mrtvých a desítky zraněných. Podnětem pro tuto vlnu demonstrací byl kromě hyperinflace, nedostatku potravin a vysoké zločinnosti pokus nejvyššího soudu (nakloněného Madurovi) převzít pravomoci parlamentu. Opozice pak Madura označila za diktátora. Během 48 hodin soud pod tlakem od svého rozhodnutí ustoupil.

### Druhý prezidentský mandát
I přes všechny problémy, kterým země za jeho prezidentování čelila a jež vedly k předčasným prezidentským volbám, dokázal Maduro 21. května 2018 svůj mandát obhájit, v předběžném součtu s 68 % odevzdaných hlasů. Řada opozičních stran se však nemohla voleb zúčastnit. Mnoho států i politiků bylo proto přesvědčeno, že Maduro nebyl zvolen legitimně a označili ho za diktátora.
Dne 5. ledna 2019 byl předsedou Národního shromáždění zvolen Juan Guaidó. Během svého projevu označil Madura za uzurpátora, pokud složí 10. ledna prezidentský slib.
Tak se také stalo, čímž začalo Madurovo šestileté funkční období. V lednu 2019 Národní shromáždění prohlásilo výsledky voleb za neplatné. Odvolalo se na klauzuli venezuelské ústavy z roku 1999 a do funkce úřadujícího prezidenta dosadilo Guaidóa. Madurovi příznivci odmítli tento krok uznat a Guaidó byl krátce zatčen. 
Během desetitisícových demonstrací v Caracasu, které sám svolal, se Guaidó 23. ledna 2019 prohlásil prezidentem. Vzápětí ho dočasným prezidentem uznaly Spojené státy americké. Jeho prezidentství uznalo více než 60 států včetně Česka, postupně ale jeho podpora slábla jak doma, tak v zahraničí. V závěru roku 2022 sami opoziční politici rozhodli o rozpuštění tzv. prozatímní vlády, v jejímž čele stál. Rozhodli se ji nahradit komisí, která se bude soustředit na prezidentské volby v roce 2024.

### Prezidentské volby 2024
V prezidentských volbách v červenci 2024 Maduro usiloval o zisk třetího prezidentského mandátu. Podle Nejvyšší volební rady, která je pod kontrolou jeho vlády, získal Maduro ve volbách 51 procent hlasů. Společný kandidát opozičních stran Edmundo González Urrutia, kterého favorizovaly průzkumy veřejného mínění, pak 44 procent. Venezuelská opozice odmítla Madurovo vítězství uznat.
V srpnu 2025 nabídly Spojené státy americké odměnu ve výši 50 milionů dolarů za pomoc při dopadení Madura.

## Rodina
V červenci 2013 si Maduro po dvacetiletém vztahu vzal generální prokurátorku Cilii Floresovou, která byla v dobách prezidentství Huga Cháveze dlouhou dobu ministryní zahraničí. Stala se také první ženou v zemi, která zastávala funkci předsedkyně venezuelského Národního shromáždění. V této funkci v srpnu 2006 nahradila právě Madura poté, co byl jmenován ministrem zahraničí.
Z předchozího manželství má Floresová tři děti, Maduro jedno.

## Vyznamenání
- Řád osvoboditele generála San Martína – Argentina, udělen 8. května 2013,[16][17] odebrán 11. srpna 2017[18]
- velkokříž s řetězem Řádu andského kondora – Bolívie, 26. května 2013[19]
- Řád palestinské hvězdy – Palestina, 16. května 2014[20]
- Řád Augusta Césara Sandina – Nikaragua, 17. března 2015
- Řád José Martího – Kuba, 18. března 2016[21][22]